# Arapuça
Arapuça (Podocnemis lewyana) é uma espécie de tartarugas da família dos podocnemidídeos endêmica da Colômbia.